# Уир Янг, Дороти
Дороти Уир Янг (англ. Dorothy Weir Young; 18 июня 1880 год, Нью-Йорк — 28 мая 1947 год) — американская художница. Дочь американского художника-импрессиониста Джулиана Олдена Уира и жена американского скульптора Махонри Янга. Она была главным автором Жизни и писем Джулиана Олдена Уира (англ. The Life and Letters of J. Alden Weir), опубликованных после её смерти.

## Ранняя биография

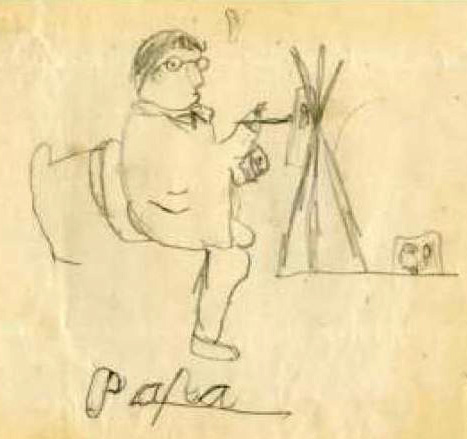
Джулиан Олден Уир, рисунок Дороти Уир Янг, 1896 год.

Дороти Уир Янг родилась 18 июня 1890 года в Нью-Йорке в семье Джулиана Олдена Уира и Анны Бейкер Уир. Она была их второй дочерью. Её отец был известным художником-импрессионистом. Будучи девочкой она вместе со своей семьёй посещала студию художника Джеймса Уистлера. Она училась у него, а затем и сама стала профессиональной художницей. Она изучала искусство в Национальной ассоциации женщин-художников и скульпторов при Бруклинском музее. Дороти Уир также участвовала в конкурсах по разгадке головоломок в газете «Brooklyn Daily Eagle» и много раз становилась их победителем.
В 1911 году она начала своё обучение в Национальной академии дизайна. Она овладевала различными техниками живописи, включая живопись маслом и акварелью, а также гравировкой на дереве. Во время Первой мировой войны Уир оказывала финансовую помощь детям из Бельгии. Она также получила сертификацию по оказанию первой помощи и хирургии от Американского Красного Креста.

## Карьера
Отец Дороти сильно повлиял на её решение стать художником. Несмотря на его смерть в 1919 году она продолжала заниматься искусством. За время своей жизни Дороти Уир Янг создала более 400 произведений искусства. В 1922 году она была членом комитета по открытию Художественной галереи имени Дункана Филлипса в Вашингтоне. Некоторые из её работ были показаны в 1935 году на выставке цветочной живописи Американской ассоциации женщин. Её работы также демонстрировались в Бруклинском музее, Национальной академии дизайна, Пенсильванской академии изящных искусств и Ассоциации искусств Стокбриджа. Большая часть её картин посвящена изображению природы. Значительная часть её работ ныне представлена в Музее искусств в Университете Бригама Янга.

### Заслуги
Гравюры на дереве и масляная живопись Дороти Уир Янг выигрывала различные награды при её жизни. Она была удостоена бронзовой медали Жанны д’Арк от Национальной ассоциации женщин-художников и скульпторов в 1928 году. Уир Янг была также лауреатом премии Кроуншильда на Ежегодной выставке картин и скульптуры Ассоциации искусств Штоккинбриджа. В 1940 году она стала членом Национальной ассоциации женщин-художников и включена в биографический справочник Кто есть кто в американском искусстве (англ. Who's Who in American Art).

## Поздняя биография

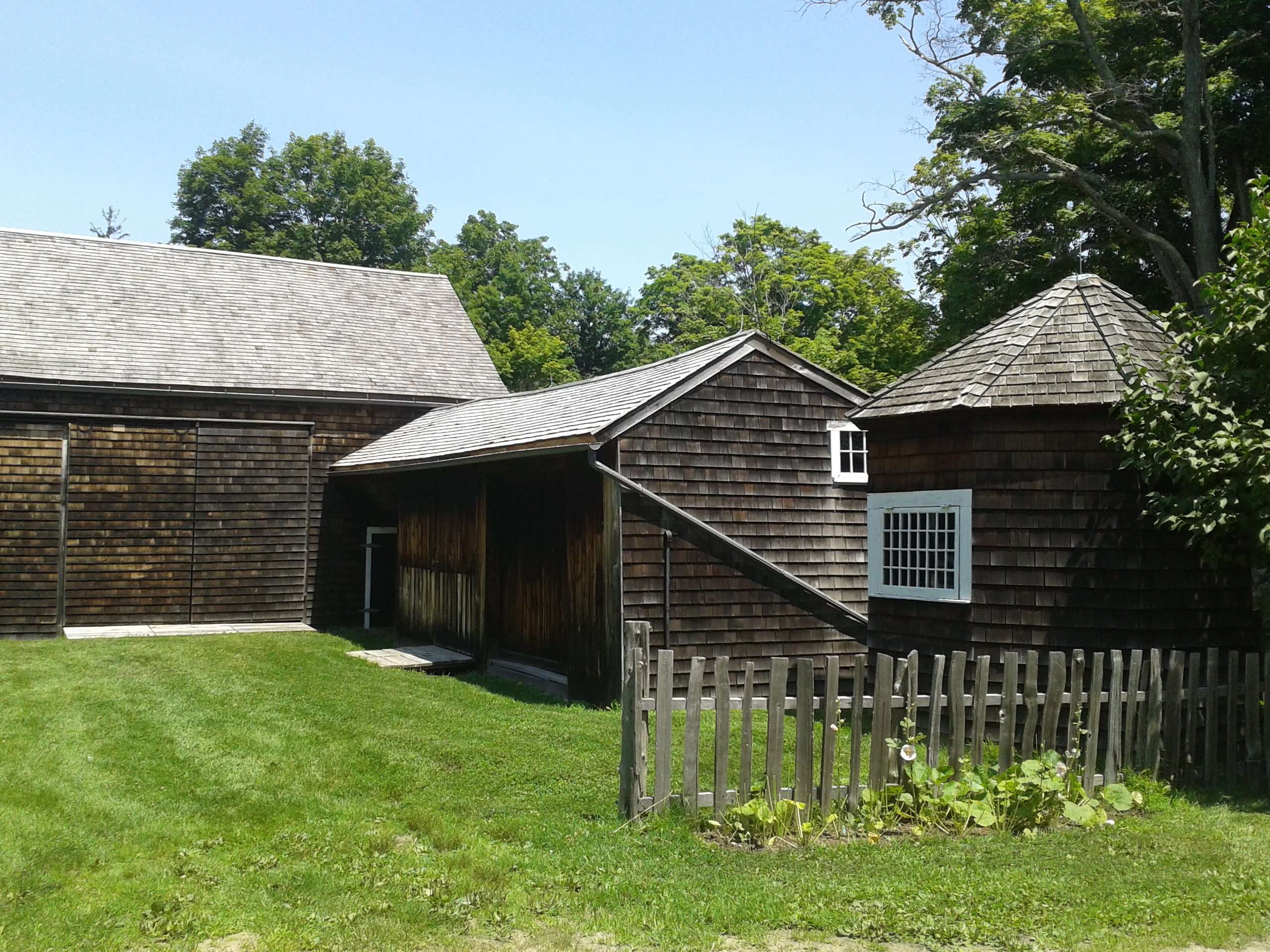
Ферма Уир, национальный исторический памятник США.

В феврале 1931 года Дороти Уир вышла замуж за американского скульптора Махонри Янга. Они провели вместе много времени в Брэнчвиле, штат Коннектикут, где они построили студию в 1932 году. Пара неоднократно ездила в Юту, где её муж работал над монументом «This is the Place». С возрастом здоровье Дороти ухудшалось, и 28 мая 1947 года она умерла в Нью-Йорке от рака.
На протяжении большей части своей жизни Дороти Уир работала над биографией своего отца под названием Жизнь и письма Джулиана Олдена Уира (англ. The Life and Letters of J. Alden Weir). Книга была опубликована после её смерти в 1960 году. Также она усердно трудилась над сохранением фермы своего отца, признанной историческим памятником США в 1990 году. Он занимает площадь в более 60 акров и включает дом Уир, пруд Уир и студию Уир и Янг.